# Anna Lynch-Robinson
Anna Lynch-Robinson é uma diretora de arte britânica. Como reconhecimento, foi nomeada ao Oscar 2013 na categoria de Melhor Direção de Arte por Les Misérables.